# 在ブータン外国公館の一覧

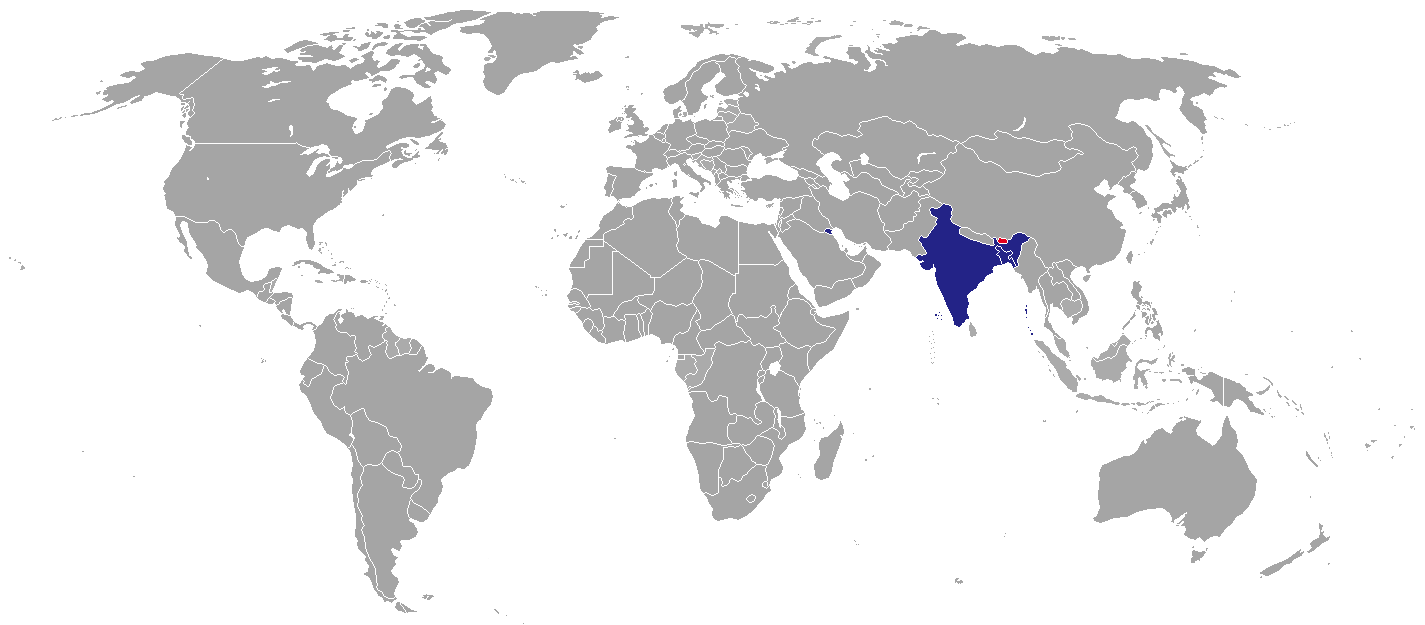
ブータンに大使館を置いている国

下記は、在ブータン王国外国公館の一覧である。同国の首都ティンプーには現在3カ国の大使館がある。同国と外交関係はあるが大使館のない国の多くがニューデリーにある在インド大使館・高等弁務官事務所に業務を管轄させている。

## 大使館
ティンプー
- バングラデシュ
- インド
- クウェート

## 在ブータン大使館がない国
在インド大使館・高等弁務官事務所・代表部が管轄
- エジプト
- アルジェリア
- アルゼンチン
- アルメニア
- オーストラリア
- オーストリア
- バーレーン
- ベラルーシ
- ベルギー
- ブラジル
- ブルネイ
- カナダ
- カンボジア
- 中華人民共和国
- コスタリカ
- コロンビア
- チェコ
- デンマーク
- 欧州連合（代表部）
- フランス
- フィンランド
- ドイツ
- ギニア
- ガーナ
- ガンビア
- ハンガリー
- インドネシア
- イスラエル
- イタリア
- 日本（大使館）
- ヨルダン
- 朝鮮民主主義人民共和国
- カザフスタン
- リビア
- ラオス
- マリ
- マレーシア
- メキシコ
- モロッコ
- モーリシャス
- モンゴル
- ミャンマー
- ネパール
- ニカラグア
- オランダ
- ノルウェー
- オマーン
- ポルトガル
- パレスチナ
- ポーランド
- フィリピン
- パナマ
- カタール
- ルーマニア
- ルワンダ
- サウジアラビア
- セルビア
- シンガポール
- スロベニア
- スペイン
- スリランカ
- スウェーデン
- シリア
- スイス
- スーダン
- ソマリア
- 南スーダン
- 台湾（代表部）
- タンザニア
- トルクメニスタン
- トルコ
- トーゴ
- 東ティモール
- チュニジア
- タジキスタン
- アラブ首長国連邦
- アメリカ合衆国
- ウガンダ
- ウズベキスタン
- ベネズエラ
- ベトナム
- イエメン

在中華人民共和国大使館が管轄
- 中央アフリカ
- カーボベルデ
- チャド
- ギニアビサウ
- マラウイ
- モーリタニア
- サントメ・プリンシペ
- トンガ（大使館）
- ザンビア
- ジンバブエ

在バングラデシュ大使館・高等弁務官事務所が管轄
- モルディブ（高等弁務官事務所）
- パキスタン
- 大韓民国
- タイ

その他の大使館・高等弁務官事務所・代表部が管轄
- ミクロネシア連邦（国際連合政府代表部）
- ハイチ（在ベトナム大使館）
- ナウル（国際連合政府代表部）
- シエラレオネ（在アラブ首長国連邦大使館）
- セントクリストファー・ネイビス（在アメリカ合衆国大使館）
- セントルシア（在アメリカ合衆国大使館）
- セントビンセント・グレナディーン（国際連合政府代表部）
- サモア（在オーストラリア高等弁務官事務所）

## 総領事館
プンツォリン
- バングラデシュ
- インド